# Kasteelberg Spreeuwenstein
De Spreeuwenstein was een middeleeuwse burcht, waarschijnlijk een mottekasteel, gelegen aan de Steenweg te Ouddorp in de provincie Zuid-Holland. De heuvel is nog steeds zichtbaar.
In de polder Oudeland van Diependorst, op het toenmalige eiland Westvoorn werd in de 13e eeuw een versterkte heuvel, een mottekasteel, gebouwd door de Heer van Somerlant. De oudste vermelding van Spreeuwenstein dateert uit 1336. Archeologen hebben vastgesteld dat rondom de burchtheuvel een gracht liep. Het kasteel had een ruime voorburcht aan de noordwestelijke zijde van de heuvel. Tussen de voorburcht en de hoofdburcht bevond zich waarschijnlijk een stenen poortgebouw. Het kasteel bleef tot 1585 in handen van de familie Van Somerlant.
Wanneer de versterking is gesloopt is niet bekend, maar in 1659 bestond het kasteel niet meer. Resten van de burcht zijn gebruikt voor de bouw van het Blaeuwe Huus. Jarenlang bleven de fundamenten nog zichtbaar. In de volksmond kreeg de heuvel de naam Blaeuwe Steen, hier werd tot 1791 op Oud-Germaanse wijze in de open lucht recht gesproken. Op een blauwe steen werd de ban gesproken over burgerlijke en polderzaken.

## Trivia
- De lokale historische vereniging heeft haar naam ontleend aan Spreeuwenstein en noemt zichzelf 'De Motte'.
- Het oude gemeentewapen van Ouddorp bevat een verwijzing naar Spreeuwenstein.